# René-Émile Godfroy
René-Émile Godfroy, född 10 januari 1885, död 16 januari 1981, var en fransk sjömilitär.
René-Émile Godfroy blev officer 1904. Han utbildade sig till artillerispecialist, blev 1936 konteramiral och 2:e souschef i marinstaben samt 1937 chef för 4:e kryssareskadern. Godfroy var vid utbrottet av andra världskriget placerad i Medelhavet. Vid Frankrikes sammanbrott samlade han sin sjöstyrka i Alexandria, där han av amiral Andrew Cunningham förelades brittiska regeringens ultimatum om samarbete, utlämning, sänkning eller avväpning. Godfroy, som förblev trogen Vichyregimen, valde det sista alternativet och stannade kvar ombord, medan en del av besättningarna sändes hem. Sedan amiral François Darlan efter tyskarnas ockupation av Sydfrankrike i november 1942 övergått till samarbete med de allierade, anslöt sig Godfroy till denne och efter mordet på honom till general Henri Giraud samt lät iståndsätta sina fartyg, vilka successivt översändes till Oran, där den fria franska flottan i Medelhavet samlades. Godfroy, som i början av kriget blivit viceamiral, drog sig därefter tillbaka från aktiv tjänst.